# Weingut Karthäuserhof

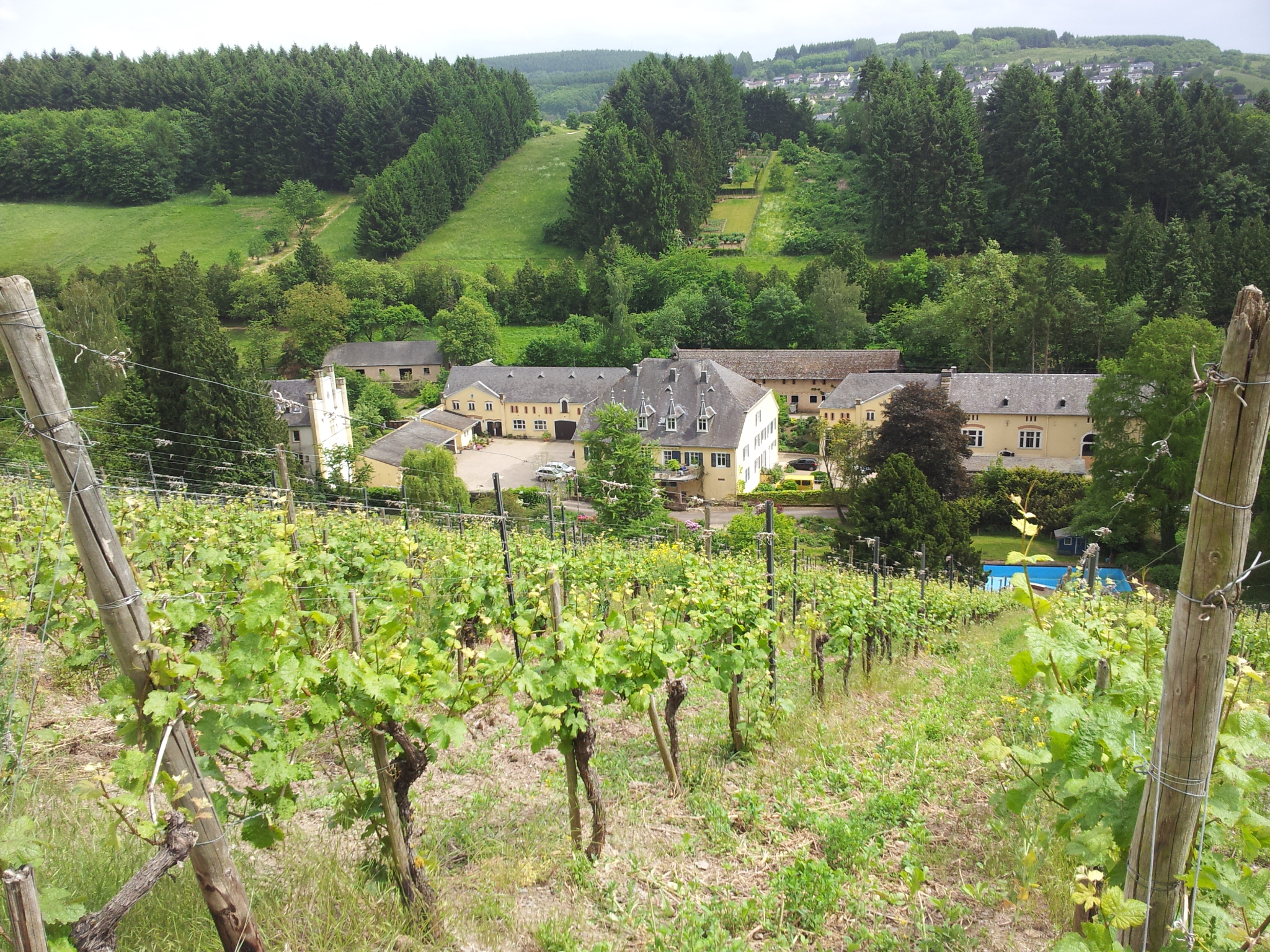
Blick zum Weingut vom Karthäuserberg

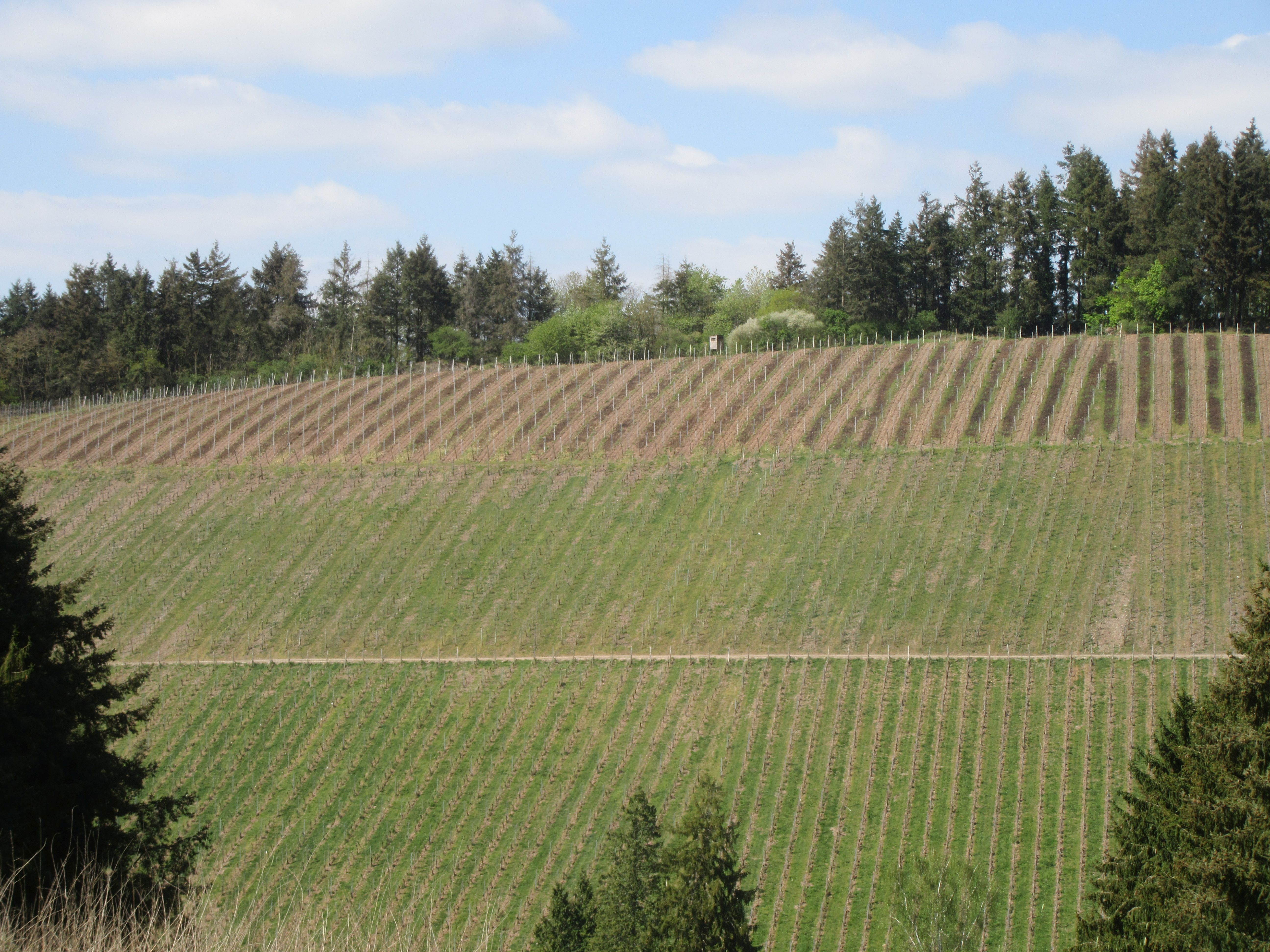
Blick zum Karthäuserhofberg

Das Weingut Karthäuserhof liegt im Trierer Stadtbezirk Eitelsbach am Eitelsbach (Ruwer) nahe der Trierer Kreisstraße 15. Das Weingut gehört zum Weinbaugebiet Mosel, Bereich Ruwer und ist Mitglied im Verband Deutscher Prädikatsweingüter (VDP). Besitzer ist Albert Behler.

## Geschichte
Der Name des Weingutes kommt von den Kartäusermönchen, die das Gut 1335 vom Kurfürsten Balduin von Luxemburg als Geschenk erhielten. Sie betrieben dort Landwirtschaft und Weinbau. Im Zuge der Säkularisation kam es 1803 zunächst in Besitz des französischen Staates und ab 1811 in Privatbesitz. Eigentümer wurde Valentin Leonardy, der es seiner Tochter vermachte. Diese war mit Wilhelm Rautenstrauch verheiratet, der nächste Erbe war deren Sohn Wilhelm Rautenstrauch. Das Anwesen blieb seitdem im Besitz der Familie Rautenstrauch. 1947 heiratete Werner Tyrell Maria Rautenstrauch und übernahm die Rautenstrauch'sche Gutsverwaltung. Christoph Tyrell übernahm den Betrieb 1986, nachdem sein Vater Werner Tyrell, Ehrenpräsident der deutschen Winzerschaft und Vorsitzender des Großen Rings Mosel-Saar-Ruwer 1984, für Aufsehen durch Weinverfälschung gesorgt hatte und das Weingut für einige Jahre aus dem VDP ausgeschlossen wurde. Christoph Tyrell wurde Winzer des Jahres nach Gault Millau im Jahr 2005 sowie Winzer des Jahres 1997 nach dem Magazin Der Feinschmecker. 2012 übernahm dessen Cousin Albert Behler den Betrieb und führt ihn in der siebten Familien-Generation.
Die Weinberge sind südlich ausgerichtet und haben eine Steigung von bis zu 50 %. Sie umfassen 26 Hektar Rebfläche auf Schieferverwitterungsböden in der Lage Eitelsbacher Karthäuserhofberg, der früher in die Bereiche Burgberg, Kronenberg, Orthsberg, Sang und Stirn unterteilt war, und sind neben dem Riesling (17,7 ha) mit Weißburgunder (1,3 ha) bestockt. Die Fläche ist voll arrondiert und liegt direkt beim Weingut. 2018 wurde die Fläche durch Ankauf weiterer Lagen an der Ruwer vergrößert.

## Weinbergslagen
Der Karthäuserhofberg, eine sogenannte Monopollage, befindet sich ausschließlich im Besitz des Weingutes Karthäuserhof.
Er hat eine Größe von fast 20 Hektar und eine Ausrichtung nach Süd-Südwest.
Er liegt auf einem Niveau von bis zu 254 Metern über dem Meeresspiegel und hat eine Hangneigung von bis zu 55 %.
Im Jahr 1868 wurde er im Rahmen der Landesaufnahme vom königlich-preußischen Fiskus in die beste Kategorie eingestuft.

## Auszeichnungen
- 5 Trauben Gault Millau 2024[8]
- 3 Sterne Eichelmann Weinführer 2014, 4,5 Sterne Eichelmann 2022 Deutschlands Weine
- 5 Punkte Feinschmecker Weinführer 2015
- 4 Sterne Wein-Plus 2015
- 4/4 Sterne Johnson Weinführer 2016 und 2017[9]

## Kultur- und Naturdenkmale
Der Karthäuserhof ist ein eingetragenes Kulturdenkmal, siehe dazu die Liste der Kulturdenkmäler in Trier-Ruwer/Eitelsbach.
Zahlreiche Naturdenkmale liegen im Park des Karthäuserhofs, siehe dazu die Liste der Naturdenkmale in Trier.